# 稻本润一
稻本润一（1979年9月18日—），日本著名足球運動員，最後效力关东地区一级联赛球会南葛SC，司職中場，前日本國家足球隊成員。

## 俱樂部生涯
稻本润一1979年9月18日於鹿儿岛出生，出生后两个月全家人搬家到大阪府堺市，六岁时开始接触足球，在小学时期就接受正规的足球训练，并加盟了大阪飞脚青年军，另外前日本国脚宫本恒靖也是稻本润一在少年队的队友。
17岁就为大阪飞脚一线队上阵，打破了当时日职联赛的最年轻上阵纪录。17岁7个月1天，他便在日职联赛取得进球，直到2004年5月，最年轻进球者的纪录才被森本贵幸打破。
2001年7月24日，稻本润一以租借的形式加盟了英超豪门阿森纳。有消息称阿森纳为得到这位中场球星向大阪飞腳支付了大约400万英镑。
不过在阿森纳租借效力期间他从未获得过联赛登场机会，只在盃赛有过出场，稻本润一要和雷·柏奴亚、弗雷德里克·永贝里等球星竞争，激烈的竞争成为了他离队的最主要原因。
2002年世界盃后，稻本润一回到阿森纳，但是他依然没有机会。不久另一支英超球队富勒姆向他表示关注，双方签下了一份为期一年的租借合同。
在时任富勒姆教练蒂加纳指导下，这个赛季，稻本润一在联赛中出场了15次，还在国际比赛中表现出色。在与博洛尼亚的比赛中，稻本润一上演帽子戏法，帮助富勒姆主场3比1击败对手，以5比3的总比分晋级下一阶段的联盟杯，这也是富勒姆首次进军欧洲三大杯。
2003-04年赛季，富勒姆在继续以租借的形式留下了稻本润一。但之后他受到脚伤的影响，出场机会逐渐减少。
2004年9月，稻本润一转投西布罗姆维奇。10月26日，他在时隔1年又8个月进了球，而且是对他的旧东家富勒姆。在联赛杯赛上双方打平时，最后靠他在加时赛30米开外的远程进球，为本队攻入制胜一球。
2年后，稻本润一离开英超，转会加拉塔沙雷，其后加盟了国家队队友高原直泰效力的法兰克福，但法兰克福已决定在2009年夏天与他解约。不过在6月19日，他与法甲球队雷恩签约两年，而雷恩主帅安托内蒂正是他当年在大阪飞脚的主帅。
随着年龄增大，稻本润一开始在国家队以及球队失去了主力的位置。2010年31岁的他选择回到日本加盟川崎前锋，自從2001年加盟阿森纳后，这已是他的第八次转会。
SC相模原23日宣布原日本国脚稻本润一正式转会加盟俱乐部。
SC相模原俱乐部13日官宣，球队与前日本国脚稻本润一完成续约。
2022年1月18日，关东地区第一级别联赛俱乐部南葛SC官方宣布，日本前国脚稻本润一加盟球队。

## 國家隊生涯
2000年2月，稻本润一首次入选国家队，当时他年仅20岁。2000年，在日本对阵墨西哥的比赛中首次出场，2001年在对阵南斯拉夫的比赛中实现了在国家队的首次破门。
稻本润一入选日本国家足球队的2002年世界杯名单，首战打进一球，助日本和比利时踢成2比2平手，第二场再度进球，1比0帮助日本击败俄罗斯，这也是日本世界杯史上首胜。在四场比赛中攻入两球，协助日本打进十六强，在十六强仅败当届季军土耳其出局。
2004年稻本润一代表日本队海外远征比赛，对英格兰一战左脚的腓骨骨折，休战5月康复重返赛场。

## 個人生活
2012年12月15日，前日本国脚稻本润一宣布将与知名模特田中美保结婚。田中美保则是日本当红女艺人、人气模特。

## 榮譽

### 球會
富咸
- 歐洲足協圖圖盃冠軍 : 2002

札幌岡薩多
- J2聯賽冠軍 : 2016

### 國家隊
日本
- 亞冠盃冠軍 : 2000

## 外部連結
- 稻本润一在 National-Football-Teams.com 上的出场纪录
- Japan National Football Team Database （页面存档备份，存于）
- 日本職業足球聯賽中的稻本润一 （日語）
- 足球数据库：稻本润一的球员统计数据
- 官方網站
- 稻本润一的Instagram帳戶
- 稲本潤一 - 北海道コンサドーレ札幌オフィシャルサイト
- 稲本潤一オフィシャルウェブサイト
- 稻本润一 – FIFA國際賽競賽紀錄 (存檔)（英文）